# Светско првенство у кошарци 2019 — група Х
„Група Х на Светском првенству у кошарци 2019.” је осма група на Светском првенству које ће бити одиграно у Кини. Групна фаза овог такмичења почиње 1. септембра и трајаће до 5. септембра 2019. године. У групи Х ће се састати репрезентације Канаде, Сенегала, Литваније и Аустралије. Утакмице се играју у Спортском центру Донгфенг Нисан у Дунгуану. Свака репрезентација ће играти једна против друге (укупно три кола). Након што се одиграју утакмице, два најбољепласирана тима ће се пласирати у другу фазу такмичења, а два најлошијепласирана тима ће играти Класификационе кругове (распоред од 17. до 32. места).

## Тимови
| Група Х                                   |
| ----------------------------------------- |
| Канада · Сенегал · Литванија · Аустралија |

| Репрезентација | Квалификовани          | Квалификовани       | Наступ          | Наступ         | Најбољи наступ                              | Ранг на Фибиној листи |
| Репрезентација | Квалификовани као      | Датум               | Последњи наступ | Укупно наступа | Најбољи наступ                              | Ранг на Фибиној листи |
| -------------- | ---------------------- | ------------------- | --------------- | -------------- | ------------------------------------------- | --------------------- |
| Канада         | Америчке квалификације | 3. децембар 2018.   | 2010            | 13             | 6. место (1978, 1982) / Квалификациони круг | 23                    |
| Сенегал        | Афричке квалификације  | 22. фебруар 2019.   | 2014            | 5              | 14. место (1978) / Квалификациони круг      | 37                    |
| Литванија      | Европске Квалификације | 17. септембар 2018. | 2014            | 6              | 3. место (2010) /Утакмица за 3. место       | 6                     |
| Аустралија     | Азијске квалификације  | 30. новембар 2018.  | 2014            | 11             | Четвртфинале                                | 11                    |

## Пласман (Табела)
| Поз. | Табела групе Х | ИГ | Д | И | П+  | П-  | Разл. | Бод. | Коментари                       |
| ---- | -------------- | -- | - | - | --- | --- | ----- | ---- | ------------------------------- |
| 1.   | Аустралија     | 3  | 3 | 0 | 276 | 242 | +34   | 6    | Пласман у другу рунду           |
| 2.   | Литванија      | 3  | 2 | 1 | 275 | 203 | +72   | 5    | Пласман у другу рунду           |
| 3.   | Канада         | 3  | 1 | 2 | 243 | 260 | -17   | 4    | Распоред од 17. до 32. позиције |
| 4.   | Сенегал        | 3  | 0 | 3 | 175 | 264 | -89   | 3    | Распоред од 17. до 32. позиције |

## Утакмице

### Канада vs. Аустралија
| 1. септембар 2019. 15:30 | Boxscore | Канада                                               | 92 : 108 | Аустралија                    | Спортски центар Донгфенг Нисан, Дунгуан Гледаоци: 9.930 Судије: Џорџ Васкез, Алексис Меркадо, Гентиан Цици |  |
| 1. септембар 2019. 15:30 | Boxscore | Четвртине: 20:29, 20:23, 37:24, 15:32                |          |                               | Спортски центар Донгфенг Нисан, Дунгуан Гледаоци: 9.930 Судије: Џорџ Васкез, Алексис Меркадо, Гентиан Цици |  |
| 1. септембар 2019. 15:30 | Boxscore | Поени: Бирч 18 Скокови: Ејим 6 Асистенције: Пенгос 8 |          | Делаведова 24 Бгут 9 Инглс 10 | Спортски центар Донгфенг Нисан, Дунгуан Гледаоци: 9.930 Судије: Џорџ Васкез, Алексис Меркадо, Гентиан Цици |  |

### Сенегал vs. Литванија
| 1. септембар 2019. 19:30 | Boxscore | Сенегал                                                 | 47 : 101 | Литванија                                 | Спортски центар Донгфенг Нисан, Дунгуан Гледаоци: 7.008 Судије: Саверио Ланцарини, Леандро Саласар, Мартин Хорозов |  |
| 1. септембар 2019. 19:30 | Boxscore | Четвртине: 10:27, 11:21, 12:29, 14:24                   |          |                                           | Спортски центар Донгфенг Нисан, Дунгуан Гледаоци: 7.008 Судије: Саверио Ланцарини, Леандро Саласар, Мартин Хорозов |  |
| 1. септембар 2019. 19:30 | Boxscore | Поени: три играча 8 Скокови: Фаје 5 Асистенције: Фаје 4 |          | три играча 13 Валанчјунас 11 Калнијетис 8 | Спортски центар Донгфенг Нисан, Дунгуан Гледаоци: 7.008 Судије: Саверио Ланцарини, Леандро Саласар, Мартин Хорозов |  |

### Аустралија vs. Сенегал
| 3. септембар 2019. 15:30 | Boxscore | Аустралија                                            | 81 : 68 | Сенегал                         | Спортски центар Донгфенг Нисан, Дунгуан Гледаоци: 3.700 Судије: Џорџ Васкез, Леандро Саласар, Карлос Пералта |  |
| 3. септембар 2019. 15:30 | Boxscore | Четвртине: 18:16, 18:17, 24:17, 21:18                 |         |                                 | Спортски центар Донгфенг Нисан, Дунгуан Гледаоци: 3.700 Судије: Џорџ Васкез, Леандро Саласар, Карлос Пералта |  |
| 3. септембар 2019. 15:30 | Boxscore | Поени: Милс 22 Скокови: Инглс 10 Асистенције: Инглс 9 |         | Далмеида 14 Ндоје 10 Далмеида 4 | Спортски центар Донгфенг Нисан, Дунгуан Гледаоци: 3.700 Судије: Џорџ Васкез, Леандро Саласар, Карлос Пералта |  |

### Литванија vs. Канада
| 3. септембар 2019. 19:30 | Boxscore | Литванија                                                                     | 92 : 69 | Канада                            | Спортски центар Донгфенг Нисан, Дунгуан Гледаоци: 6.801 Судије: Саверио Ланцарини, Гентиан Цици, Мартин Хорозов |  |
| 3. септембар 2019. 19:30 | Boxscore | Четвртине: 24:14, 22:22, 24:18, 22:15                                         |         |                                   | Спортски центар Донгфенг Нисан, Дунгуан Гледаоци: 6.801 Судије: Саверио Ланцарини, Гентиан Цици, Мартин Хорозов |  |
| 3. септембар 2019. 19:30 | Boxscore | Поени: Улановас 15 Скокови: Сејбутис, Валанчјунас 8 Асистенције: Калнијетис 6 |         | Витјелер 24 три играча 4 Пангос 8 | Спортски центар Донгфенг Нисан, Дунгуан Гледаоци: 6.801 Судије: Саверио Ланцарини, Гентиан Цици, Мартин Хорозов |  |

### Канада vs. Сенегал
| 5. септембар 2019. 15:30 | Boxscore | Канада                                                 | 82 : 60 | Сенегал                     | Спортски центар Донгфенг Нисан, Дунгуан Судије: Саверио Ланцарини, Мартин Хорозов, Карлос Пералта |  |
| 5. септембар 2019. 15:30 | Boxscore | Четвртине: 11:22, 22:10, 26:14, 23:14                  |         |                             | Спортски центар Донгфенг Нисан, Дунгуан Судије: Саверио Ланцарини, Мартин Хорозов, Карлос Пералта |  |
| 5. септембар 2019. 15:30 | Boxscore | Поени: Џозеф 24 Скокови: Бирч 10 Асистенције: Пангос 5 |         | Фаје 14 Ндуор 12 Далмеида 7 | Спортски центар Донгфенг Нисан, Дунгуан Судије: Саверио Ланцарини, Мартин Хорозов, Карлос Пералта |  |

### Литванија vs. Аустралија
| 5. септембар 2019. 19:30 | Boxscore | Литванија                                                        | 82 : 87 | Аустралија               | Спортски центар Донгфенг Нисан, Дунгуан Судије: Хорхе Васкез, Леандро Саласар, Алексис Меркадо |  |
| 5. септембар 2019. 19:30 | Boxscore | Четвртине: 19:27, 22:25, 19:16, 22:19                            |         |                          | Спортски центар Донгфенг Нисан, Дунгуан Судије: Хорхе Васкез, Леандро Саласар, Алексис Меркадо |  |
| 5. септембар 2019. 19:30 | Boxscore | Поени: Григонис 19 Скокови: Валанчјунас 7 Асистенције: Сабонис 4 |         | Милс 23 Бејнс 13 Инглс 8 | Спортски центар Донгфенг Нисан, Дунгуан Судије: Хорхе Васкез, Леандро Саласар, Алексис Меркадо |  |

### Занимљивости
- Ово ће бити прва такмичарска утакмица између Сенегала и Литваније.
- Ово ће бити шеста утакмица између Канаде и Аустралије на Светском првенству. Аустралије је победила Канаду 1998. године. Канада је победила Аустралију Олимпијским играма 2000, последњој такмичарској утакмици између два тима.
- Ово ће бити друга утакмица између Литваније и Канаде на Светском првенству. Литванија је победила Канаду 2010. године, када је и одиграна утакмица између ове две селекције.
- Ово ће бити прва утакмица између Аустралије и Сенегала на Светском првенству. Аустралија је победила Сенегал на Олимпијским играма 1980, последњој такмичарској утакмици између ове две селекције.
- Ово ће бити трећа утакмица између Канаде и Сенегала на Светском првенству. Канада је победила Сенегал 1998. године. Канада је такође победила Сенегал на Светском олимпијском квалификационом турниру 2016, последњој такмичарској утакмици између два тима.
- Ово ће бити четврта утакмица између Литваније и Аустралије на Светском првенству. Аустралија је победила Литванију 2014. Аустралија је такође победила Литванију 2016, последњој такмичарској утакмици између два тима.
- Након жреба, група Х у којој ће се такмичити Аустралија, Литванија, Сенегал и Канада је описана као „група смрти”.[3]